# Fédération nationale des automobiles Clubs de France
 (juin 2020).
Le 31 juillet 1923, l'Automobile Club de France crée la Fédération Nationale des Clubs Automobiles de France (F.N.C.A.F.). Son objectif est de fédérer les Automobile-Club régionaux.
Son siège se situe au sein de l'Automobile Club de France (ACF) au 8, place de la Concorde à Paris.
Sa dissolution a lieu le 15 janvier 2009.

## Membres Fondateurs[1]
- Automobile Club de France
- Les Clubs Régionaux :  Automobile-Club ardennais, Automobile-Club armoricain, Automobile-Club d'Auvergne, Automobile-Club bordelais, Automobile-Club bourguignon, Automobile-Club de la Corse, Automobile-Club des Côtes-du-Nord, Automobile-Club dauphinois, Automobile-Club du Gard, Automobile-Club d'Île-de-France, Automobile-Club limousin, Automobile-Club lorrain, Automobile-Club de Marseille, Automobile-Club de Nice, Automobile-Club du Nord de la France, Automobile-Club du Périgord, Automobile-Club de Picardie et de l'Aisne, Automobile-Club du Rhône, Automobile-Club de Toulouse et des Pyrénées, Automobile-Club vauclusien, Automobile-Club vosgien.

## Objet de la Fédération
Cette fédération avait pour objet de fédérer les Clubs Automobiles de France et d'ouvrer à une action concertée en vue de la Défense des automobilistes et de l'étude de toutes les questions relatives à l'organisation générale du sport et du Tourisme en France.

## Fond de course Automobile[2]
Pour contre-carrer les voitures de course de l'Allemagne nazie, la commission sportive de la F.N.C.A.F. décide de créer un fonds de course Automobile, dédié aux constructeur français. Cette cause deviendra nationale à l'approche de la 2nd Guerre mondiale lorsque les Auto-Union soutenues de façon considérables par le Troisième Reich ont remporté un grand nombre de courses automobiles.
Fonds de course Automobile (Prix 1 million de Francs)
- 1937 - René Dreyfus
- 1938 - René Dreyfus

Fonds de course motocycliste (150 000 francs)
- 1938 - Monneret

## Effectifs

### En nombre d'adhérents
- 1948 : 254 711[3]
- 1957 : 662 559[4]
- 1958 : 698 154[5]
- 1966 : 711 109[6]

### Liste des clubs membres avec année de création
| Nom                                                  | Année de création | Toujours en activité |
| ---------------------------------------------------- | ----------------- | -------------------- |
| AC de France                                         | 1895              | Oui                  |
| AC de Nice et Côte d'Azur                            | 1896              | Oui                  |
| A.-C. du Sud Ouest                                   | 1897              |                      |
| A.-C. de Bourgogne                                   | 1898              |                      |
| A.-C.Basco-Béarnais                                  | 1898              |                      |
| A.-C. du Périgord                                    | 1898              |                      |
| A.-C. lorrain                                        | 1898              | Oui                  |
| A.-C. du Midi                                        | 1898              |                      |
| A.-C. de Marseille et Provence                       | 1899              |                      |
| A.-C. du Nord                                        | 1899              |                      |
| A.-C. du Dauphinois                                  | 1899              |                      |
| A.-C. d'Alsace                                       | 1900              |                      |
| A.-C. vauclusien                                     | 1900              |                      |
| A.-C. du Var                                         | 1900              |                      |
| A.-C. d'Auvergne                                     | 1900              |                      |
| A.-C. du Finistère                                   | 1901              |                      |
| A.-C. du Rhône                                       | 1902              |                      |
| A.-C. ardennais                                      | 1902              |                      |
| A.-C. de l'Oranie                                    | 1902              |                      |
| A.-C. de l'Île-de-France                             | 1902              |                      |
| A.-C. vosgien                                        | 1903              |                      |
| A.-C. du Gard                                        | 1903              |                      |
| A.-C. de Franche-Comté                               | 1904              |                      |
| A.-C. de Picardie et de l'Aisne                      | 1905              |                      |
| A.-C. du Centre                                      | 1905              |                      |
| A.-C. de l'Ouest                                     | 1906              |                      |
| A.-C. armoricain                                     | 1906              |                      |
| A.-C. limousin                                       | 1907              |                      |
| A.-C. des Côtes-du-Nord                              | 1908              |                      |
| A.-C. de l'Hérault et de l'Aveyron                   | 1911              |                      |
| A.-C. des Deux-Sèvres, Charente et Vendée            | 1911              |                      |
| A.-C. marocain                                       | 1913              |                      |
| A.-C. de Tunisie                                     | 1913              |                      |
| A.-C. Sud-Indochinois                                | 1920              |                      |
| A.-C. de la Province d'Alger                         | 1921              |                      |
| A.-C. du Roussillon                                  | 1921              |                      |
| A.-C. du Forez                                       | 1922              |                      |
| A.-C. de la Corse                                    | 1922              |                      |
| A.-C. de la Charente-Maritime                        | 1922              |                      |
| A.-C. jurassien                                      | 1923              |                      |
| A.-C. du Mont-Blanc                                  | 1923              |                      |
| A.-C. de la Moselle                                  | 1924              |                      |
| A.-C. de la Drôme                                    | 1924              |                      |
| A.-C. de l'Ain                                       | 1924              |                      |
| A.-C. du Haut-Jura                                   | 1924              |                      |
| A.-C. de Savoie                                      | 1924              |                      |
| A.-C. des Landes-Côte d'Argent                       | 1924              |                      |
| Club automobile et motocycliste du Tonkin-Annam-Laos | 1925              |                      |
| A.-C. de l'Ardèche                                   | 1925              |                      |
| A.-C. du Sénégal                                     | 1926              |                      |
| A.-C. de Gascogne et de l'Agenais                    | 1927              |                      |
| A.-C. des Alpes                                      | 1927              |                      |
| A.-C. de Champagne                                   | 1932              |                      |
| A.-C. de la Haute-Marne                              | 1933              |                      |
| A.-C. martiniquais                                   | 1935              |                      |
| A.-C. de la Guinée française                         | 1936              |                      |
| A.-C. de la Côte d'Ivoire                            | 1936              |                      |
| A.-C. des la Côte française des Somalis              | 1938              |                      |
| A.-C. néo-calédonien                                 | 1938              |                      |